# Списък на римските консули 192 г. до 541 г.
Списък на римските консули от 192 г. до 541 г. (Liste des consuls romains du Bas-Empire)
Това е списък на консулите на Римската империя от 192 г. до 541 г. или от 2 век до 6 век.

## 2 век
- 193 Квинт Помпей Сосий Фалкон и Гай Юлий Еруций Клар Вибиан
- 194 Имп. Цезар Луций Септимий Север Пертинакс Август II и Имп. Цезар Децим Клодий Септимий Албин Август II

- 195 Публий Юлий Скапула Тертул Приск и Квинт Тиней Клемент
- 196 Гай Домиций Декстер II и Луций Валерий Месала Трасеа Приск
- 197 Тит Секстий Магий Латеран и Луций Куспий Руфин
- 198 Публий Мартий Сергий Сатурнин и Луций Аврелий Гал
- 199 Публий Корнелий Анулин II и Марк Ауфидий Фронтон

## 3 век
- 200 Тиберий Клавдий Север Прокул и Гай Ауфидий Викторин
- 201 Луций Аний Фабиан и Марк Ноний Арий Муциан
- 202 Имп. Цезар Луций Септимий Север Пертинакс Август III и Имп. Цезар Марк Аврелий Север Антонин Август
- 203 Гай Фулвий Плавциан II и Публий Септимий Гета II
- 204 Луций Фабий Цилон II и Марк Аний Флавий Либон

- 205 Имп. Цезар Марк Аврелий Север Антонин Август II и Публий Септимий Гета Цезар
- 206 Марк Нумий Сенецио Албин и Луций Фулвий Гавий Нумизий Петроний Емилиан
- 207 Луций Аний Максим и Гай Септимий Север Апер
- 208 Имп. Цезар Марк Аврелий Север Антонин Август III и Публий Септимий Гета Цезар II
- 209 Луций Аврелий Комод Помпеиан и Квинт Хедий Лолиан Плавций Авит

- 210 Маний Ацилий Фаустин и Авъл Триарий Руфин
- 211 Хедий Лолиан Теренций Гентиан и Помпоний Бас

- 212 Гай Юлий Аспер II и Гай Юлий Камилий Аспер
- 213 Имп. Цезар Марк Аврелий Север Антонин Август IV и Децим Целий Калвин Балбин II
- 214 Луций Валерий Месала и Гай Светрий Сабин

- 215 Квинт Меций Лет II и Марк Мунаций Сула Цериалис
- 216 Публий Катий Сабин II и Публий Корнелий Анулин

- 217 Гай Брутий Презенс и Тит Месий Екстрикат II
- 218 Имп. Цезар Марк Опелий Север Макрин Август II и Марк Оклатиний Адвент II 
 суфект. Имп. Цезар Марк Аврелий Антонин Август
- 219 Имп. Цезар Марк Аврелий Антонин Август II и Квинт Тиней Сакердот II

- 220 Имп. Цезар Марк Аврелий Антонин Август III и Публий Валерий Комазон Евтихиан II
- 221 Гай Ветий Грат Сабиниан и Марк Флавий Вителий Селевк
- 222 Имп. Цезар Марк Аврелий Антонин Август IV и Имп. Цезар Марк Аврелий Север Александър Август
- 223 Луций Марий Максим Перпету Аврелиан II и Луций Росций Елиан Пакул Салвий Юлиан
- 224 Апий Клавдий Юлиан II и Гай Брутий Криспин

- 225 Тиберий Манилий Фуск II и Сервий Калпурний Домиций Декстер
- 226 Имп. Цезар Марк Аврелий Север Александър Август II и Гай Ауфидий Марцел II
- 227 Марк Нумий Сенецио Албин и Марк Лелий Фулвий Максим Емилиан
- 228 Квинт Аиаций Модест Кресцентиан II и Марк Помпоний Меций Проб
- 229 Имп. Цезар Марк Аврелий Север Александър Август III и Луций Клавдий Касий Дион Кокцеиан II

- 230 Луций Вирий Агрикола и Секст Катий Клементин Присцилиан
- 231 Луций Тиберий Клавдий Помпеиан и Тит Флавий Салустий Пелигниан
- 232 Луций Вирий Луп Юлиан и Луций Марий Максим
- 233 Луций Валерий Максим и Гней Корнелий Патерн
- 234 Марк Клодий Пупиен Максим II и Марк Мунаций Сула Урбан

- 235 Гней Клавдий Север и Тиберий Клавдий Квинтиан
- 236 Имп. Цезар Гай Юлий Вер Максимин Август и Марк Пупиен Африкан
- 237 Луций Марий Перпету и Луций Мумий Феликс Корнелиан
- 238 Фулвий Пий и Понтий Прокул Понтиан
- 239 Имп. Цезар Марк Антоний Гордиан Август и Маний Ацилий Авиола

- 240 Гай Светрий Сабин II и Рагоний Венуст
- 241 Имп. Цезар Марк Антоний Гордиан Август II и Клодий Помпеиан
- 242 Гай Ветий Грат Атик Сабиниан и Гай Азиний Лепид Претекстат
- 243 Луций Аний Ариан и Гай Цервоний Пап
- 244 Тиберий Полений Армений Перегрин и Фулвий Емилиан

- 245 Имп. Цезар Марк Юлий Филип Август и Гай Мезий Тициан
- 246 Гай Брутий Презенс и Гай Алий Албин
- 247 Имп. Цезар Марк Юлий Филип Август II и Имп. Цезар Марк Юлий Север Филип Август
- 248 Имп. Цезар Марк Юлий Филип Август III и Имп. Цезар Марк Юлий Север Филип Август II
- 249 Луций Фулвий Гавий Нумизий Емилиан II и Луций Невий Аквилин

- 250 Имп. Цезар Гай Месий Квинт Деций Траян Август II и Ветий Грат
- 251 Имп. Цезар Гай Месий Квинт Деций Траян Август III и Квинт Херений Етруск Месий Деций Цезар
- 252 Имп. Цезар Гай Вибий Требониан Гал Август II и Имп. Цезар Гай Вибий Волусиан Август
- 253 Имп. Цезар Гай Вибий Волусиан Август II и Луций Валерий Попликола Балбин Максим
- 254 Имп. Цезар Публий Лициний Валериан Август II и Имп. Цезар Публий Лициний Валериан Галиен Август

- 255 Имп. Цезар Публий Лициний Валериан Август III и Имп. Цезар Публий Лициний Валериан Галиен Август II
- 256 Луций Валерий Максим II и Марк Ацилий Глабрион
- 257 Имп. Цезар Публий Лициний Валериан Август IV и Имп. Цезар Публий Лициний Валериан Галиен Август III
- 258 Марк Нумий Туск и Мумий Бас
- 259 Емилиан и Помпоний Бас

- 260 Публий Корнелий Секуларис II и Гай Юний Донат II
- 261 Имп. Цезар Публий Лициний Валериан Галиен Август IV и Луций Петроний Тавър Волузиан
- 262 Имп. Цезар Публий Лициний Валериан Галиен Август V и Мумий Фаустиан
- 263 Марк Нумий Сенецио Албин II и Декстер
- 264 Имп. Цезар Публий Лициний Валериан Галиен Август VI и Сатурнин

- 265 Лициний Валериан II и Луцил
- 266 Имп. Цезар Публий Лициний Валериан Галиен Август VII и Сабинил
- 267 Патерн и Арцесилавс
- 268 Патерн и Егнаций Мариниан
- 269 Имп. Цезар Марк Аврелий Клавдий Август и Патерн

- 270 Флавий Антиохиан II и Вирий Орфит
- 271 Имп. Цезар Луций Домиций Аврелиан Август и Помпоний Бас II
- 272 Тит Флавий Постумий Квиет и Юний Велдумниан
- 273 Имп. Цезар Марк Клавдий Тацит Август и Юлий Плацидиан
- 274 Имп. Цезар Луций Домиций Аврелиан Август II и Капитолин

- 275 Имп. Цезар Луций Домиций Аврелиан Август III и Юлий Марцелин
- 276 Имп. Цезар Марк Клавдий Тацит Август II и Емилиан II
- 277 Имп. Цезар Марк Аврелий Проб Август и [Павлин (консул 277 г.)|Павлин]
- 278 Имп. Цезар Марк Аврелий Проб Август II и Вирий Луп
- 279 Имп. Цезар Марк Аврелий Проб Август III и Ноний Патерн

- 280 Месала и Грат
- 281 Имп. Цезар Марк Аврелий Проб Август IV и Гай Юний Тибериан
- 282 Имп. Цезар Марк Аврелий Проб Август V и Викторин
- 283 Имп. Цезар Mark Аврелий Кар Август II и Имп. Цезар Марк Аврелий Карин Август
- 284 Имп. Цезар Марк Аврелий Карин Август II и Имп. Цезар Марк Аврелий Нумериан Август

- 285 Имп. Цезар Марк Аврелий Карин Август III и Тит Клавдий Аврелий Аристобул 
 суфект. Имп. Цезар Гай Аврелий Валерий Диоклециан Август II
- 286 Марк Юний Максим II и Ветий Аквилин
- 287 Имп. Цезар Гай Аврелий Валерий Диоклециан Август III и Имп. Цезар Марк Аврелий Валерий Максимиан Август
- 288 Имп. Цезар Марк Аврелий Валерий Максимиан Август II и Помпоний Януариан
- 289 Марк Магрий Бас и Луций Рагоний Квинтиан

- 290 Имп. Цезар Гай Аврелий Валерий Диоклециан Август IV и Имп. Цезар Марк Аврелий Валерий Максимиан Август III
- 291 Гай Юний Тибериан II и Касий Дион
- 292 Афраний Ханибалиан и Юлий Асклепиодот
- 293 Имп. Цезар Гай Аврелий Валерий Диоклециан Август V и Имп. Цезар Марк Аврелий Валерий Максимиан Август IV
- 294 Гай Флавий Валерий Констанций Цезар и Гай Галерий Валерий Максимиан Цезар

- 295 Марк Нумий Туск и Гай Аний Анулин
- 296 Имп. Цезар Гай Аврелий Валерий Диоклециан Август VI и Гай Флавий Валерий Констанций Цезар II
- 297 Имп. Цезар Марк Аврелий Валерий Максимиан Август V и Гай Галерий Валерий Максимиан Цезар II
- 298 Марк Юний Цезоний Никомах Аниций Фауст Павлин и Вирий Гал

- 299 Имп. Цезар Гай Аврелий Валерий Диоклециан Август VII и Имп. Цезар Марк Аврелий Валерий Максимиан Август VI

## 4 век
- 300 Гай Флавий Валерий Констанций Цезар III и Гай Галерий Валерий Максимиан Цезар III
- 301 Тит Флавий Постумий Тициан II и Вирий Непоциан
- 302 Гай Флавий Валерий Констанций Цезар IV и Гай Галерий Валерий Максимиан Цезар IV
- 303 Имп. Цезар Гай Аврелий Валерий Диоклециан Август VIII и Имп. Цезар Марк Аврелий Максимиан Август VII
- 304 Имп. Цезар Гай Аврелий Валерий Диоклециан Август IX и Имп. Цезар Марк Аврелий Максимиан Август VIII

- 305 Гай Флавий Валерий Констанций Цезар V и Гай Галерий Валерий Максимиан Цезар V
- 306 Гай Флавий Валерий Констанций Цезар VI и Гай Галерий Валерий Максимиан Цезар VI
- 307 Имп. Цезар Марк Аврелий Максимиан Август IX и Флавий Валерий Аврелий Константин Цезар (запад); Гай Галерий Валерий Максимиан Цезар VII и Имп. Цезар Флавий Валерий Север Август и Гай Валерий Галерий Максимин Цезар
- 308 Имп. Цезар Гай Аврелий Валерий Диоклециан Август X и Гай Галерий Валерий Максимиан Цезар VII; Имп. Цезар Марк Аврелий Валерий Максенций Август и Валерий Ромул
- 309 Имп. Цезар Марк Аврелий Валерий Максенций Август II и Валерий Ромул II; Имп. Цезар Валерий Лициниан Лициний Август и Имп. Цезар Флавий Валерий Аврелий Константин Август (изток)

- 310 Имп. Цезар Марк Аврелий Валерий Максенций Август III; Таций Андроник и Помпей Проб
- 311 Гай Галерий Валерий Максимиан Цезар III и Имп. Цезар Гай Валерий Галерий Максимин Цезар II
- 312 Имп. Цезар Флавий Валерий Аврелий Константин Август II и Имп. Цезар Валерий Лициниан Лициний Август II; Имп. Цезар Марк Аврелий Валерий Максенций Август IV
- 313 Имп. Цезар Флавий Валерий Аврелий Константин Август III и Имп. Цезар Гай Валерий Галерий Максимин Цезар III; Имп. Цезар Валерий Лициниан Лициний Август III;
- 314 Гай Цейоний Руфий Волузиан II и Петроний Аниан

- 315 Имп. Цезар Флавий Валерий Аврелий Константин Август IV и Имп. Цезар Валерий Лициниан Лициний Август IV
- 316 Антоний Цециний Сабин и Ветий Руфин
- 317 Овиний Галикан и Цезоний Бас
- 318 Имп. Цезар Валерий Лициниан Лициний Август V и Флавий Юлий Клавдий Крисп Цезар
- 319 Имп. Цезар Флавий Валерий Аврелий Константин Август V и Валерий Лициниан Лициний Цезар

- 320 Имп. Цезар Флавий Валерий Аврелий Константин Август VI и Флавий Клавдий Константин Цезар
- 321 Флавий Юлий Клавдий Крисп Цезар II и Флавий Клавдий Константин Цезар II; Имп. Цезар Валерий Лициниан Лициний Август VI и Валерий Лициниан Лициний Цезар II
- 322 Петроний Пробиан и Амний Аниций Юлиан
- 323 Ацилий Север и Ветий Руфин
- 324 Флавий Юлий Клавдий Крисп Цезар III и Флавий Клавдий Константин Цезар III

- 325 Валерий Прокул и Секст Аниций Фауст Павлин; суф. Юлий Юлиан
- 326 Имп. Цезар Флавий Валерий Аврелий Константин Август VII и Флавий Юлий Констанций Цезар
- 327 Флавий Констанций и Валерий Максим
- 328 Флавий Януарин и Ветий Юст
- 329 Имп. Цезар Флавий Валерий Аврелий Константин Август VIII и Флавий Клавдий Константин Цезар IV

- 330 Флавий Галицан и Аврелий Валерий Тулиан Симах
- 331 Юний Бас и Флавий Аблабий
- 332 Луций Папий Пакациан и Мецилий Хилариан
- 333 Флавий Далмаций и Домиций Зенофил
- 334 Флавий Оптат и Амний Маний Цезоний Никомах Аниций Павлин

- 335 Флавий Юлий Констанций и Цейоний Руфий Албин
- 336 Вирий Непоциан и Тетий Факунд
- 337 Флавий Фелициан и Фабий Тициан
- 338 Флавий Урс и Флавий Полемий
- 339 Имп. Цезар Флавий Клавдий Константин Цезар Август II и Имп. Цезар Флавий Юлий Констант Август

- 340 Септимий Ациндин и Луций Арадий Валерий Прокул
- 341 Антоний Марцелин и Петроний Пробин
- 342 Имп. Цезар Флавий Юлий Констанций Август III и Имп. Цезар Флавий Юлий Констант Август II
- 343 Марк Меций Мемий Фурий Бабурий Цецилиан Плацид и Флавий Ромул
- 344 Флавий Домиций Леонтий и Флавий Бонос и Флавий Юлий Салустий

- 345 Флавий Амантий и Марк Нумий Албин
- 346 Имп. Цезар Флавий Юлий Констанций Август IV и Имп. Цезар Флавий Юлий Констант Август III
- 347 Вулкаций Руфин и Флавий Евсебий
- 348 Флавий Филип и Флавий Салия
- 349 Улпий Лимений и Аконий Катулин

- 350 Флавий Сергий и Флавий Нигриниан
- 351 Имп. Цезар Флавий Магнус Магненций Август и Flavius Gaiso; Post consulatum Sergii et Nigriniani
- 352 Магнус Деценций Цезар и Павел; Имп. Цезар Флавий Юлий Констанций Август V и Флавий Клавдий Констанций Цезар
- 353 Имп. Цезар Флавий Магнус Магненций Август II и Магнус Деценций Цезар II; Имп. Цезар Флавий Юлий Констанций Август VI и Флавий Клавдий Констанций Цезар II
- 354 Имп. Цезар Флавий Юлий Констанций Август VII и Флавий Клавдий Констанций Цезар III

- 355 Флавий Арбицион и Егнаций Лолиан
- 356 Имп. Цезар Флавий Юлий Констанций Август VIII и Флавий Клавдий Юлиан Цезар
- 357 Имп. Цезар Флавий Юлий Констанций Август IX и Флавий Клавдий Юлиан Цезар II
- 358 Цензорий Дациан и Нераций Цереал
- 359 Флавий Евсебий и Флавий Хипаций

- 360 Имп. Цезар Флавий Юлий Констанций Август X и Флавий Клавдий Юлиан Цезар III
- 361 Флавий Тавър и Флавий Флоренций
- 362 Клавдий Мамертин и Флавий Невита
- 363 Имп. Цезар Флавий Клавдий Юлиан Август IV и Флавий Салустий
- 364 Имп. Цезар Флавий Иовиан Август и Флавий Варониан

- 365 Имп. Цезар Flavius Valentinianus Август и Имп. Цезар Флавий Валенс Август
- 366 Флавий Грациан и Дагалайф
- 367 Флавий Лупицин и Флавий Йовин
- 368 Имп. Цезар Флавий Валентиниан Август II и Имп. Цезар Флавий Валенс Август II
- 369 Валентиниан Галат и Флавий Виктор

- 370 Имп. Цезар Флавий Валентиниан Август III и Имп. Цезар Флавий Валенс Август III
- 371 Имп. Цезар Флавий Грациан Август II и Петроний Проб
- 372 Домиций Модест и Флавий Аринтей
- 373 Имп. Цезар Флавий Валентиниан Август IV и Имп. Цезар Флавий Валенс Август IV
- 374 Имп. Цезар Флавий Грациан Август III и Флавий Еквиций

- 375 Post consulatum Gratiani Augusti III et Equiti
- 376 Имп. Цезар Флавий Валенс Август V и Имп. Цезар Флавий Валентиниан Август
- 377 Имп. Цезар Флавий Грациан Август IV и Флавий Меробавд
- 378 Имп. Цезар Флавий Валенс Август VI и Имп. Цезар Флавий Валентиниан Август II
- 379 Децим Магн Авзоний и Квинт Клодий Херногениан Олибрий

- 380 Имп. Цезар Флавий Грациан Август V и Имп. Цезар Флавий Теодосий Август
- 381 Флавий Сиагрий и Флавий Евхерий
- 382 Флавий Клавдий Антоний и Флавий Афраний Сиагрий
- 383 Флавий Меробавд II и Флавий Сатурнин
- 384 Флавий Рикомер и Флавий Клеарк

- 385 Имп. Цезар Флавий Аркадий Август и Флавий Бавтон
- 386 Флавий Хонорий и Флавий Еводий
- 387 Имп. Цезар Флавий Валентиниан Август III и Евтропий
- 388 Имп. Цезар Флавий Магн Максим Август II; Имп. Цезар Флавий Теодосий Август II и Матерн Кинегий
- 389 Флавий Тимасий и Флавий Промот

- 390 Имп. Цезар Флавий Валентиниан Август IV и Флавий Неотерий
- 391 Флавий Евтолмий Тациан и Квинт Аврелий Симах
- 392 Имп. Цезар Флавий Аркадий Август II и Флавий Руфин
- 393 Имп. Цезар Флавий Теодосий Август III и Флавий Абунданций; Имп. Цезар Флавий Евгений Август
- 394 Имп. Цезар Флавий Аркадий Август III и Имп. Цезар Флавий Хонорий Август II; Вирий Никомах Флавиан
- 395 Флавий Аниций Хермогениан Олибрий и Флавий Аниций Пробин
- 396 Имп. Цезар Флавий Аркадий Август IV и Имп. Цезар Флавий Хонорий Август III
- 397 Флавий Цезарий и Ноний Атик
- 398 Имп. Цезар Флавий Хонорий Август IV и Флавий Евтихиан
- 399 Флавий Евтропий и Флавий Малий Теодор

## 5 век
- 400 Аврелиан и Флавий Стилихон
- 401 Флавий Фравита и Флавий Винцентий
- 402 Имп. Цезар Флавий Аркадий Август V и Имп. Цезар Флавий Хонорий Август V
- 403 Имп. Цезар Флавий Теодосий Август и Флавий Руморид* 404 Имп. Цезар Флавий Хонорий Август VI и Аристенет

- 405 Флавий Антемий и Флавий Стилихон II
- 406 Имп. Цезар Флавий Аркадий Август VI и Аниций Петроний Проб
- 407 Имп. Цезар Флавий Хонорий Август VII и Имп. Цезар Флавий Теодосий Август III
- 408 Аниций Авкхений Бас и Флавий Филип
- 409 Имп. Цезар Флавий Хонорий Август VIII и Имп. Цезар Флавий Теодосий Август III; Имп. Цезар Флавий Клавдий Константин Август (Британия/Галия)

- 410 Варан и Тертул
- 411 Имп. Цезар Флавий Теодосий Август IV (сам)
- 412 Имп. Цезар Флавий Хонорий Август IX и Имп. Цезар Флавий Теодосий Август V
- 413 Хераклиан и Флавий Луций
- 414 Флавий Констанций и Флавий Констант
- 415 Имп. Цезар Флавий Хонорий Август X и Имп. Цезар Флавий Теодосий Август VI
- 416 Имп. Цезар Флавий Теодосий Август VII и Юний Кварт Паладий
- 417 Имп. Цезар Флавий Хонорий Август XI и Флавий Констанций II
- 418 Имп. Цезар Флавий Хонорий Август XII и Имп. Цезар Флавий Теодосий Август VIII
- 419 Монаксий и Плинта

- 420 Имп. Цезар Флавий Теодосий Август IX и Флавий Констанций III
- 421 Флавий Агрикола и Евстаций
- 422 Имп. Цезар Флавий Теодосий Август X
- 423 Авит Мариниан и Асклепиодот
- 424 Флавий Кастин и Флавий Виктор

- 425 Имп. Цезар Флавий Теодосий Август XI и Флавий Плацид Валентиниан Цезар; Имп. Цезар Флавий Йоан Август
- 426 Имп. Цезар Флавий Теодосий Август XII и Имп. Цезар Флавий Плацид Валентиниан Август II
- 427 Флавий Хиерий и Флавий Ардабур
- 428 Флавий Феликс и Флавий Тавър
- 429 Флавий Флоренций и Флавий Дионисий
- 430 Имп. Цезар Флавий Теодосий Август XIII и Имп. Цезар Флавий Плацид Валентиниан Август III
- 431 Флавий Аниций Авхений Бас и Флавий Антиох Стари
- 432 Флавий Аеций и Флавий Валерий
- 433 Имп. Цезар Флавий Теодосий Август XIV и Флавий Петроний Максим
- 434 Флавий Ардабурий Аспар и Флавий Ареобинд
- 435 Имп. Цезар Флавий Теодосий Август XV и Имп. Цезар Флавий Плацид Валентиниан Август IV
- 436 Антемий Изидор и Флавий Сенатор
- 437 Флавий Аеций II и Флавий Зигисвулт
- 438 Имп. Цезар Флавий Теодосий Август XVI и Аниций Ацилий Глабрион Фауст
- 439 Имп. Цезар Флавий Теодосий Август XVII и Флавий Руфий Постумий Фест

- 440 Имп. Цезар Флавий Плацид Валентиниан Август V и Флавий Анатолий
- 441 Флавий Тавър Селевк Кирус (сам)
- 442 Флавий Диоскор и Флавий Евдоксий
- 443 Флавий Петроний Максим II и Флавий Патерий
- 444 Имп. Цезар Флавий Теодосий Август XVIII и Цецина Деций Агинаций Албин

- 445 Имп. Цезар Флавий Плацид Валентиниан Август VI и Флавий Ном
- 446 Флавий Аеций III и Квинт Аврелий Симах
- 447 Калепий и Флавий Ардабур Младши
- 448 Руфий Претекстат Постумиан и Флавий Зенон
- 449 Астирий и Флоренций Роман Протоген
- 450 Имп. Цезар Флавий Плацид Валентиниан Август VII и Генадий Авиен
- 451 Имп. Цезар Флавий Маркиан Август и Валерий Фалтоний Аделфий
- 452 Бас Херкулан и Спораций
- 453 [[[Опилион]] и Йохан Винкомал
- 454 Флавий Аеций и Флавий Студий

- 455 Имп. Цезар Флавий Плацид Валентиниан Август VIII и Флавий Прокопий Антемий
- 456 Йохан и Флавий Варан; Имп. Цезар Флавий Епархий Авит Август (Рим)
- 457 Флавий Константин и Флавий Руф
- 458 Имп. Цезар Флавий Юлий Валерий Майориан Август и Имп. Цезар Флавий Валерий Лъв Август
- 459 Флавий Рицимер и Флавий Юлий Патриций

- 460 Флавий Магн и Флавий Аполоний
- 461 Флавий Северин и Флавий Дагалайф
- 462 Имп. Цезар Либий Север Август и Имп. Цезар Флавий Валерий Лъв Август II
- 463 Флавий Цецина Деций Василий и Флавий Вивиан
- 464 Флавий Рустиций и Аниций Олибрий

- 465 Флавий Ерменерик (консул 465 г.) и Флавий Василиск
- 466 Имп. Цезар Флавий Валерий Лъв Август III и Тациан
- 467 Илустрий Пусей и Флавий Йохан
- 468 Имп. Цезар Флавий Прокопий Антемий Август II (сам)
- 469 Флавий Маркиан и Флавий Зенон

- 470 Месий Фоеб Север и Флавий Йордан
- 471 Имп. Цезар Флавий Валерий Лъв Август IV и Целий Аконий Пробиан
- 472 Флавий Руфий Постумий Фест и Флавий Маркиан
- 473 Имп. Цезар Флавий Валерий Лъв Август V (сам)
- 474 Имп. Цезар Флавий Лъв Август

- 475 Имп. Цезар Флавий Зенон Август II
- 476 Флавий Василиск II и Флавий Армат
- 477 Post consulatum Basilisci Augusti II et Armati
- 478 Ил (сам)
- 479 Имп. Цезар Флавий Зенон Август III

- 480 Флавий Цецина Деций Максим Василий
- 481 Руфий Ахилий Меций Плацид
- 482 Северин Младши и Трокунд
- 483 Аниций Ацилий Агинанций Фауст
- 484 Деций Марий Венанций Василий и Флавий Теодорих

- 485 Квинт Аврелий Мемий Симах Младши (сам)
- 486 Цецина Маворций Василий Деций Младши и Флавий Лонгин
- 487 Манлий Боеций (сам)
- 488 Клавдий Юлий Екцлезий Динамий и Руфий Ахилий Сивидий
- 489 Петроний Пробин и Евсебий

- 490 Аниций Проб Фауст Младши и Флавий Лонгин II
- 491 Флавий Олибрий Младши (сам)
- 492 Имп. Цезар Флавий Анастасий Август и Флавий Руф
- 493 Флавий АлбинМладши и Флавий Евсебий II
- 494 Туркий Руфий Апрониан Астерий и Флавий Президий

- 495 Флавий Виатор (сам)
- 496 Флавий Павел (сам)
- 497 Имп. Цезар Флавий Анастасий Август II (сам)
- 498 Флавий Павлин и Йоан Скита
- 499 Флавий Йоан Гибон (сам)

## 6 век
- 500 Флавий Патриций и Флавий Хипаций
- 501 Флавий Авиен Млади и Флавий Помпей
- 502 Руфий Магн Фауст Авиен Млади и Флавий Проб
- 503 Флавий Волузиан и Флавий Дексикрат
- 504 Руфий Петроний Никомах Цетег (сам)

- 505 Флавий Теодор и Флавий Сабиниан
- 506 Флавий Енодий Месала и Ареобинд
- 507 Имп. Цезар Флавий Анастасий Август III и Венанций

- 508 Василий Венанций Млади и Флавий Целер
- 509 Флавий Инпортун Млади (сам)

- 510 Аниций Манлий Северин Боеций
- 511 Флавий Аркадий Плацид Магн Феликс и Флавий Секундин
- 512 Флавий Павел и Флавий Мошиан
- 513 Флавий Проб и Тавър Клементин Армоний Клементин
- 514 Флавий Магнус Аврелий Касиодор сенатор (сам)

- 515 Флавий Флоренций и Флавий Прокопий Антемий
- 516 Флавий Петър (сам)
- 517 Флавий Агапит и Флавий Анастасий Павел Проб Сабиниан Помпей Анастасий
- 518 Флавий Анастасий Павел Проб Мошиан Проб Магн
- 519 Имп. Цезар Флавий Юстин Август и Флавий Еутарих Килица

- 520 Флавий Рустиций и Флавий Виталиан
- 521 Флавий Петър Сабатий Юстиниан и Валерий
- 522 Флавий Симах и Флавий Боеций
- 523 Флавий Аниций Максим (сам)
- 524 Имп. Цезар Флавий Юстин Август II и Венанций Опилион

- 525 Флавий Аниций Проб Млади и Теодор Филоксен Сотерих Филоксен
- 526 Флавий Аниций Олибрий Млади (сам)
- 527 Ветий Агорий Василий Маворций (сам)
- 528 Имп. Цезар Флавий Петър Сабатий Юстиниан Август II (сам)
- 529 Флавий Деций Млади (сам)

- 530 Флавий Лампадий и Руфий Генадий Проб Орест
- 531 Post consulatum Lampadii и Orestis
- 532 II post consulatum Lampadii et Orestis
- 533 Имп. Цезар Флавий Петър Сабатий Юстиниан Август III (сам)
- 534 Имп. Цезар Флавий Петър Сабатий Юстиниан Август IV и Деций Павлин Млади

- 535 Флавий Велизарий
- 536 Post consulatum Belisarii
- 537 II post consulatum Belisarii
- 538 Флавий Йоан Кападокийски
- 539 Флавий Стратегий Апион II

- 540 Флавий Теодор Юстин
- 541 Аниций Фауст Албин Василий